# Baptria pedicura
Baptria pedicura là một loài bướm đêm trong họ Geometridae.